# Pavé d’Auchy-lez-Orchies à Bersée
Der Sektor Pavé d’Auchy-lez-Orchies à Bersée ist ein 2700 Meter langer mit Kopfsteinen gepflasterter Weg, welcher bei Paris–Roubaix von Auchy-lez-Orchies nach Bersée befahren wird.

## Charakteristik
Der Sektor Pavé d’Auchy-lez-Orchies à Bersée ist mit der Schwierigkeitsstufe von 4 Sternen ausgezeichnet. Im Grunde genommen besteht der Sektor aus drei Sektoren, dem Pavé du Metz, dem Pavé du Bar und dem Pavé du Nouveau Monde. Auf den ersten 800 Meter ist das Kopfsteinpflaster relativ gut, ab ungefähr dem Pavé du Bar wird es unregelmäßig und somit schwieriger zu befahren. Nach Überquerung der Kreuzung Rue du Bar/Rue de Wattines kommt ein kurzes Stück Asphalt, bevor der dritte Teil des Sektors Pavé du Nouveau Monde beginnt und nach weiteren 1400 Meter vor Bersée endet.

## Geschichte
Der Sektor wird seit 1980 bei Paris–Roubaix befahren. Er wurde während der fünften Etappe der Tour de France 2014 in umgekehrter Fahrtrichtung von Richtung Bersée in Richtung Auchy-lez-Orchies auf den ersten 1500 Meter genutzt. Der zweite Teil wurde in den Jahren 2001, 2007 und 2008 wegen dem schlechten Zustand des Abschnittes nicht bei der Streckenführung von Paris–Roubaix berücksichtigt. Erst nach der Restaurierung durch die Les Amis de Paris–Roubaix wurde dieser bei Paris–Roubaix 2009 wieder befahren.

## Bildergalerie

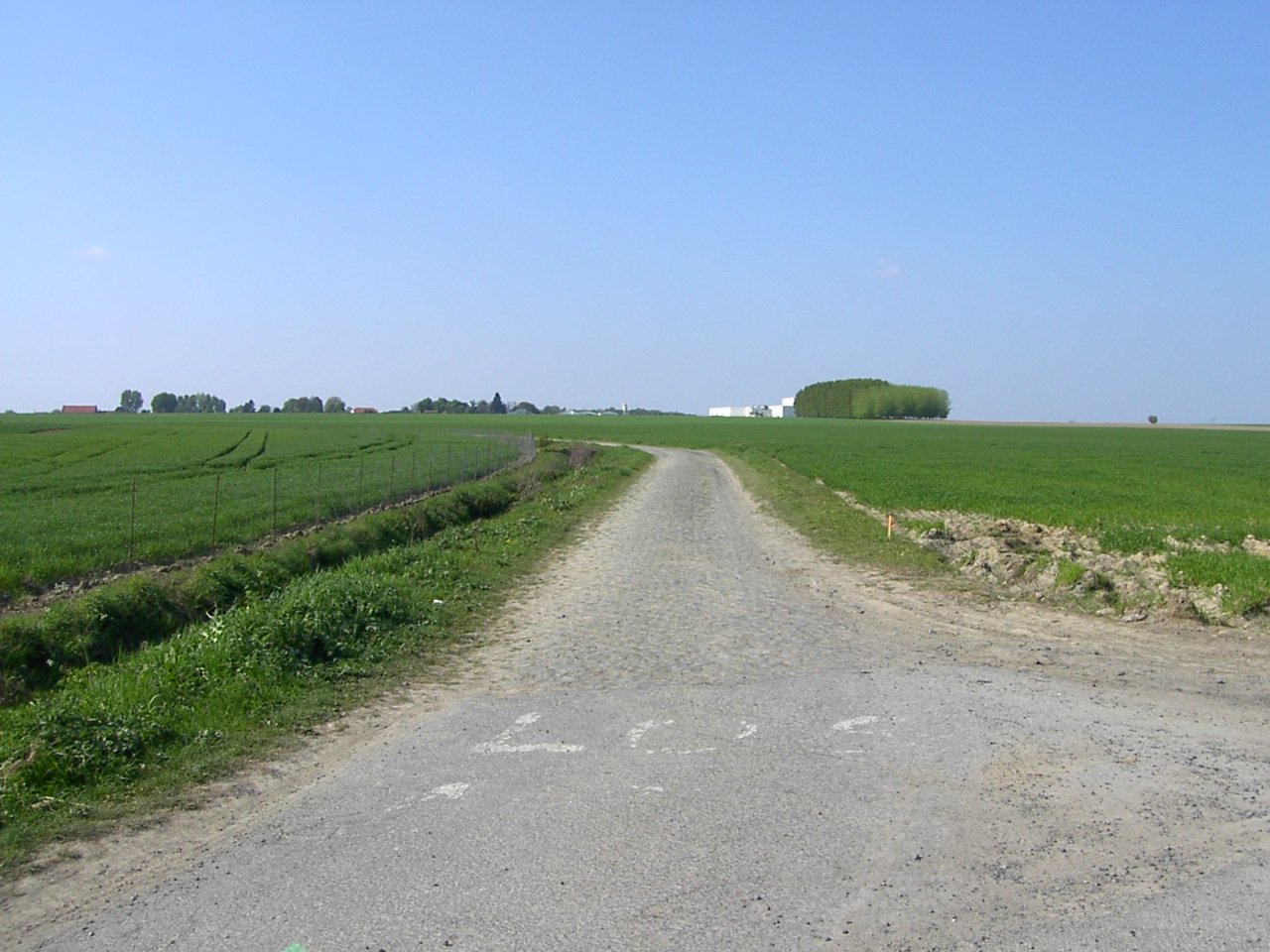
Beginn Sektor Pavé d’Auchy-lez-Orchies à Bersée
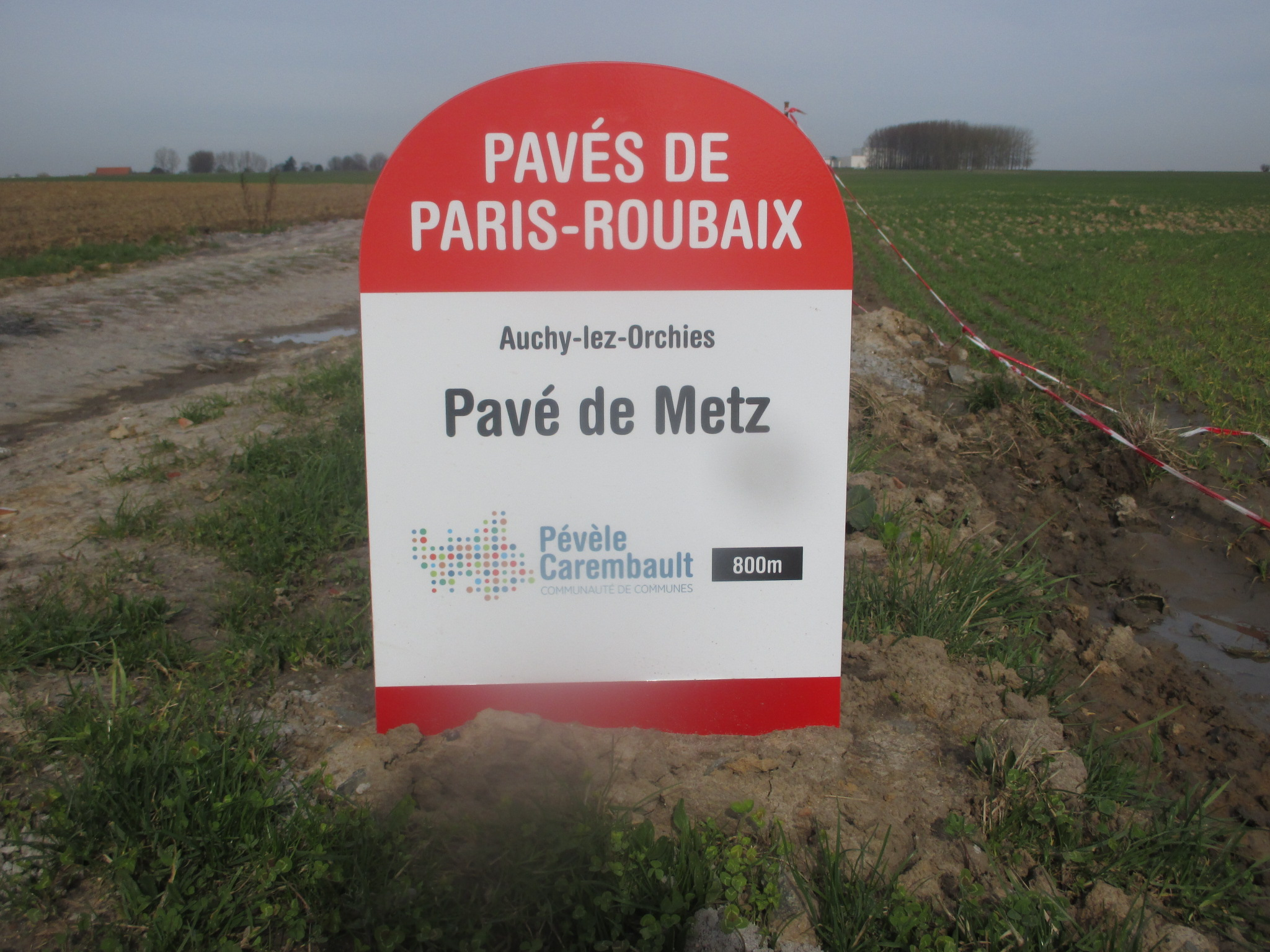
Hinweistafel Beginn Sektor Pavé du Metz
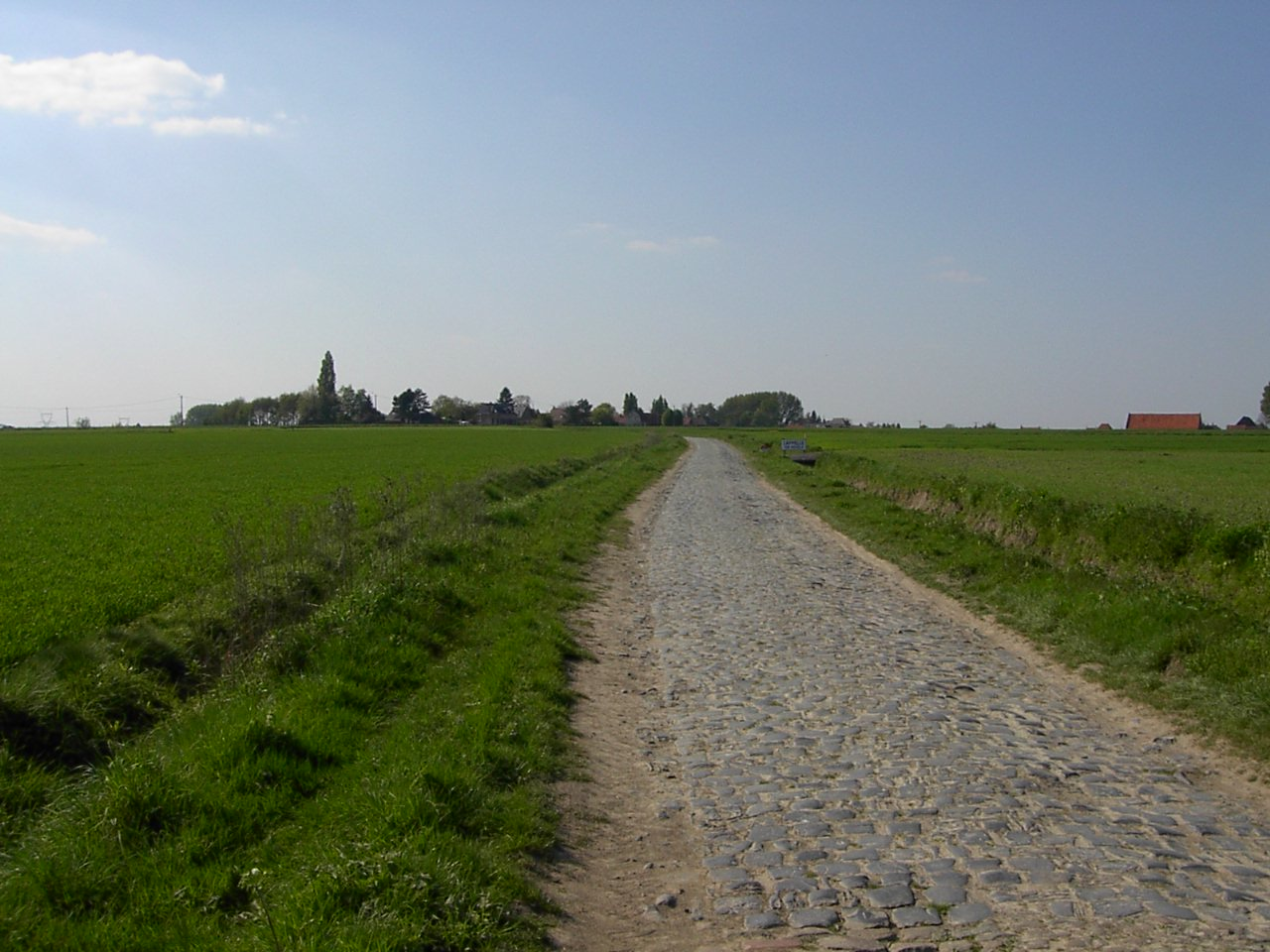
Mitte Abschnitt Pavé du Metz in Richtung Wattines
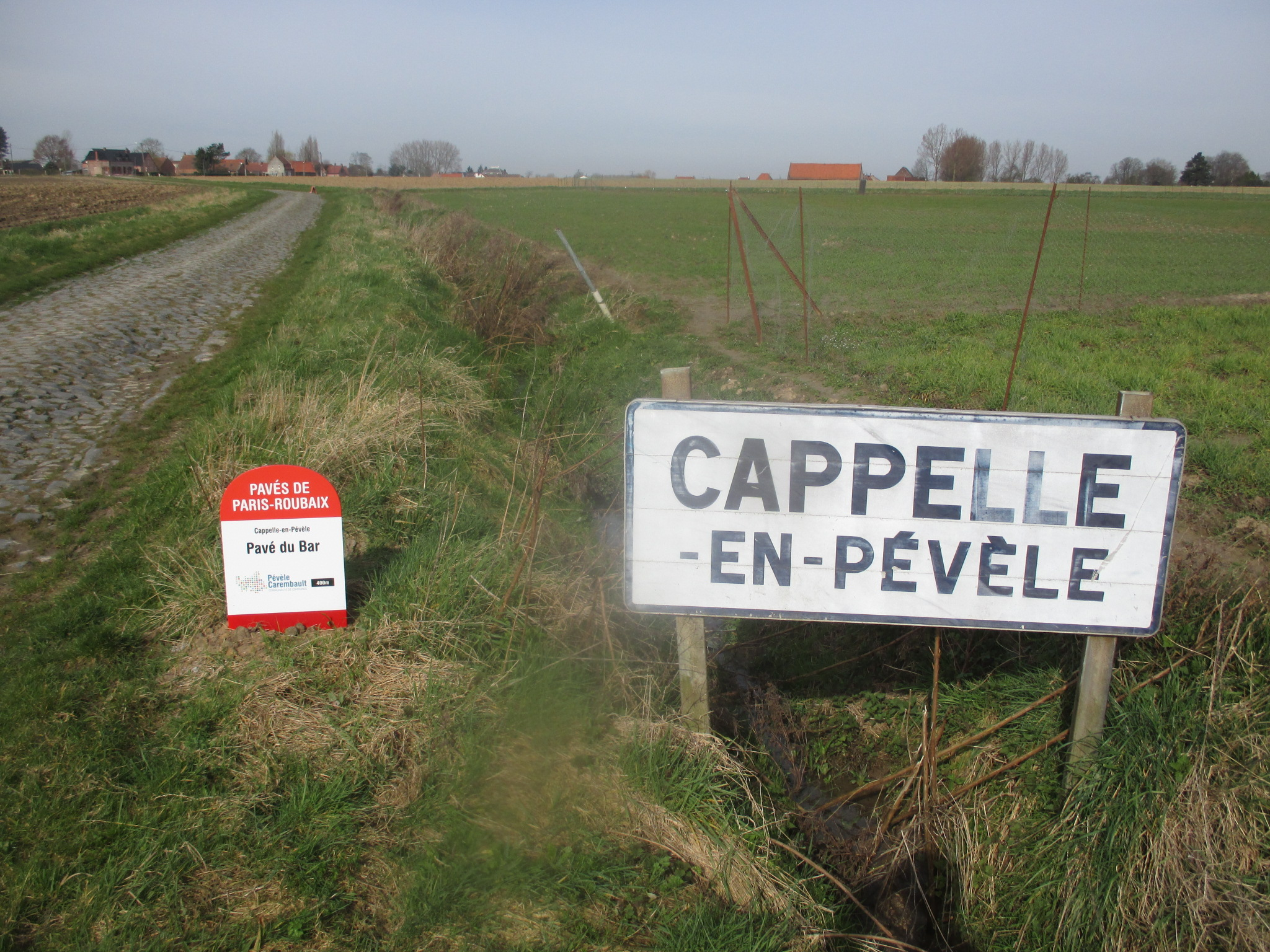
Hinweistafel Beginn Abschnitt Pavé du Bar
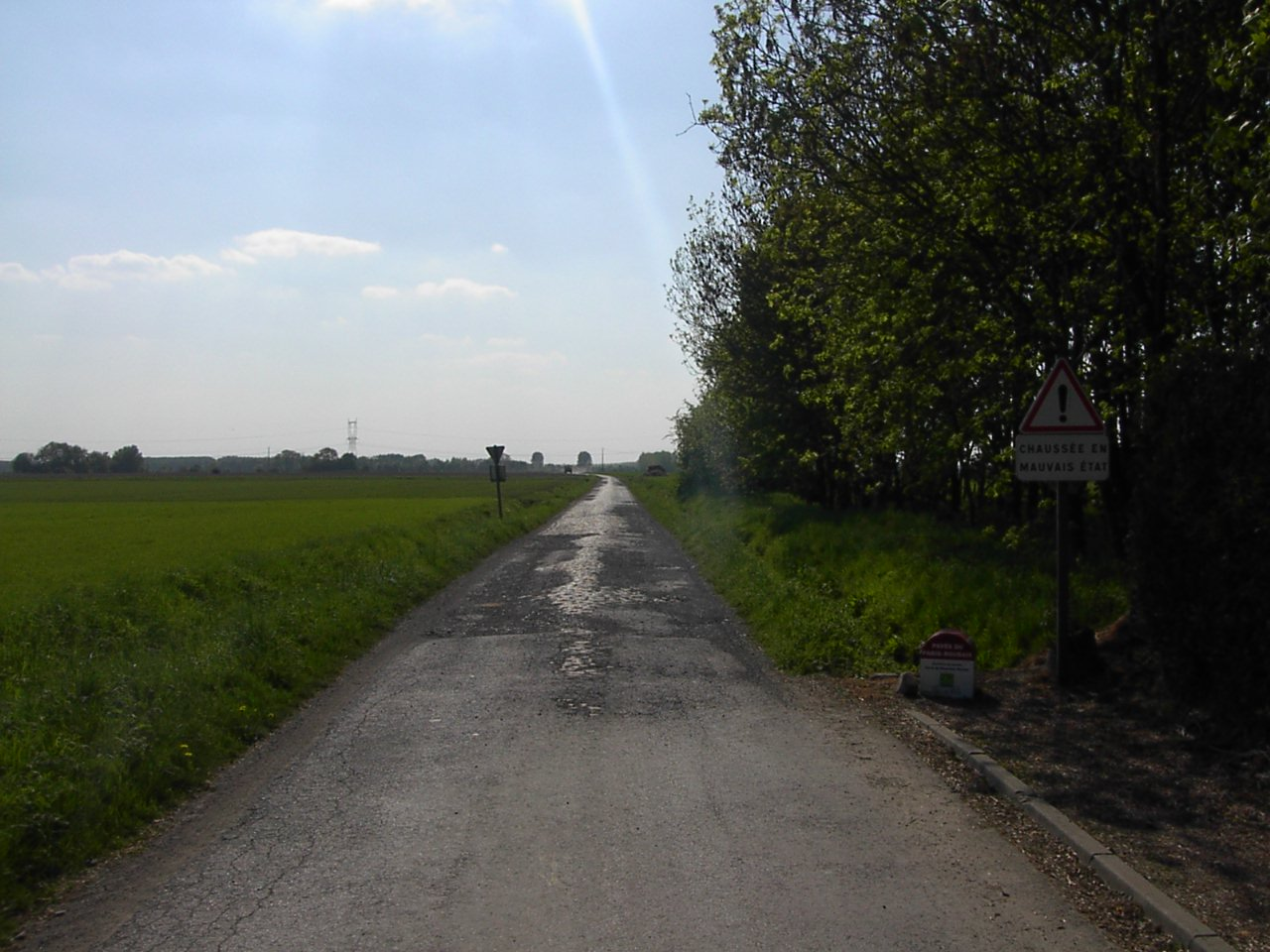
Beginn Abschnitt Pavé du Nouveau Monde
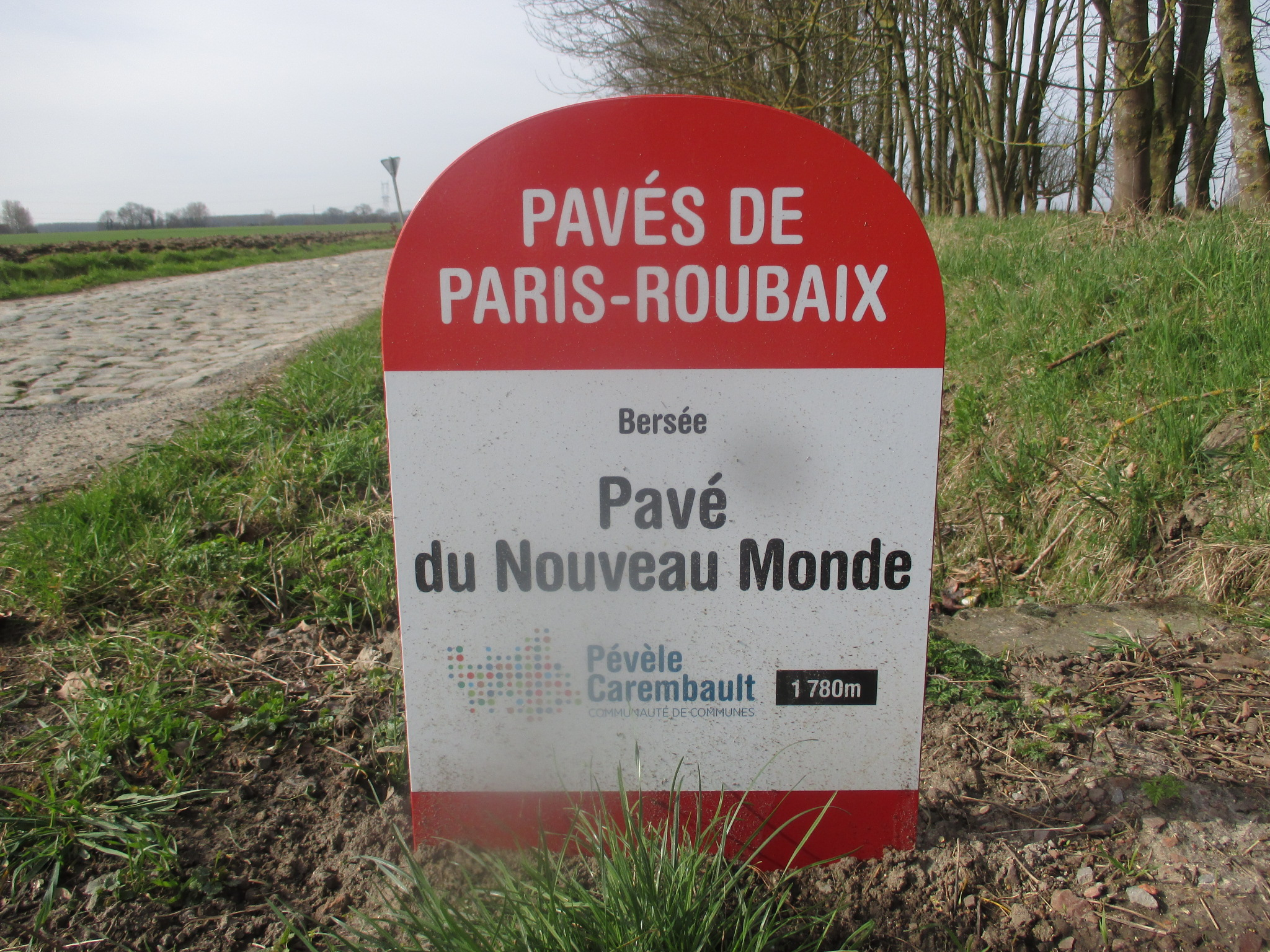
Hinweistafel Beginn Abschnitt Pavé du Nouveau Monde
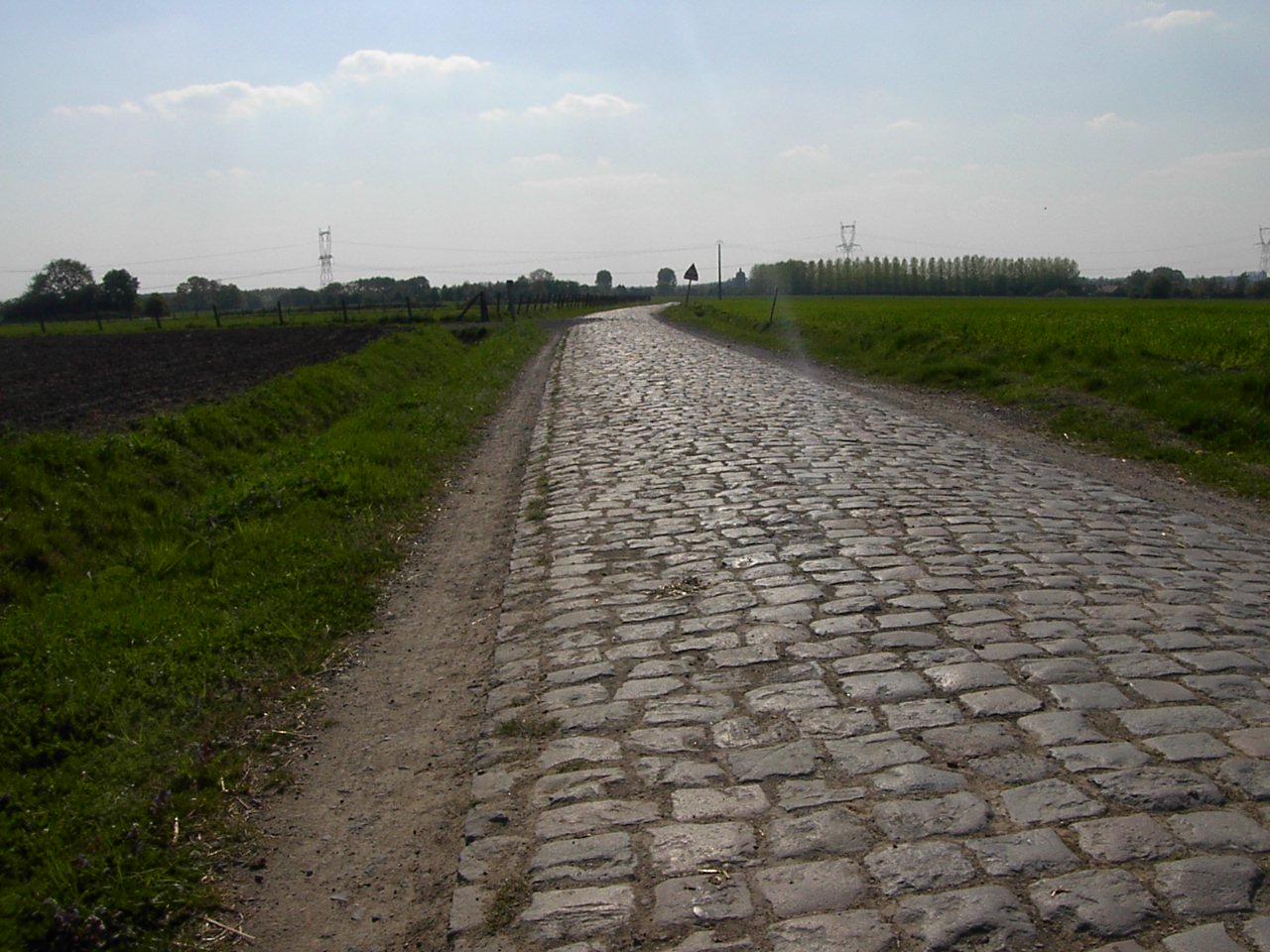
Mitte Abschnitt Pavé du Nouveau Monde in Richtung Bersée
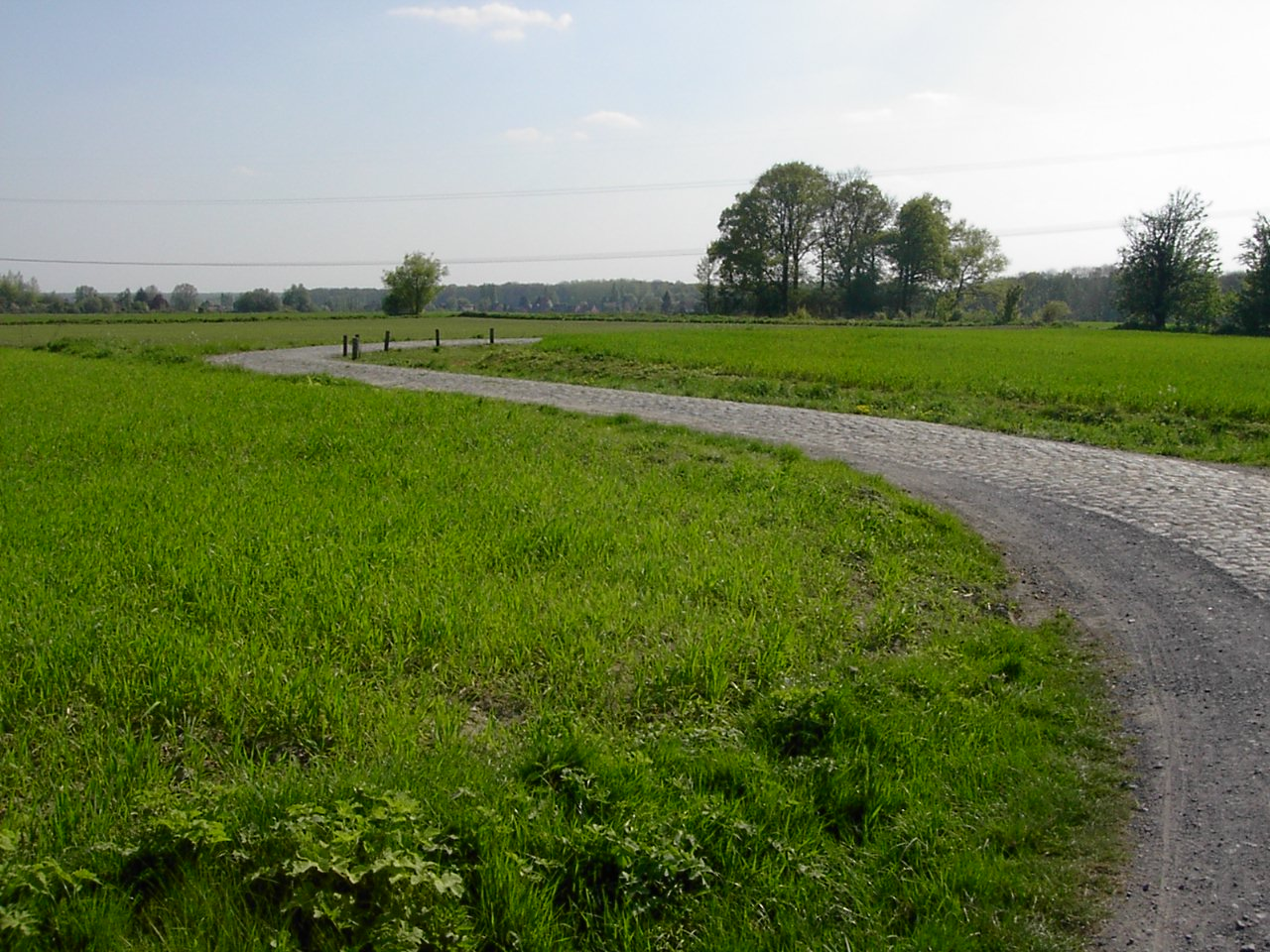
Links-Rechts-Kombination kurz vor Ende Sektor Pavé d’Auchy-lez-Orchies à Bersée
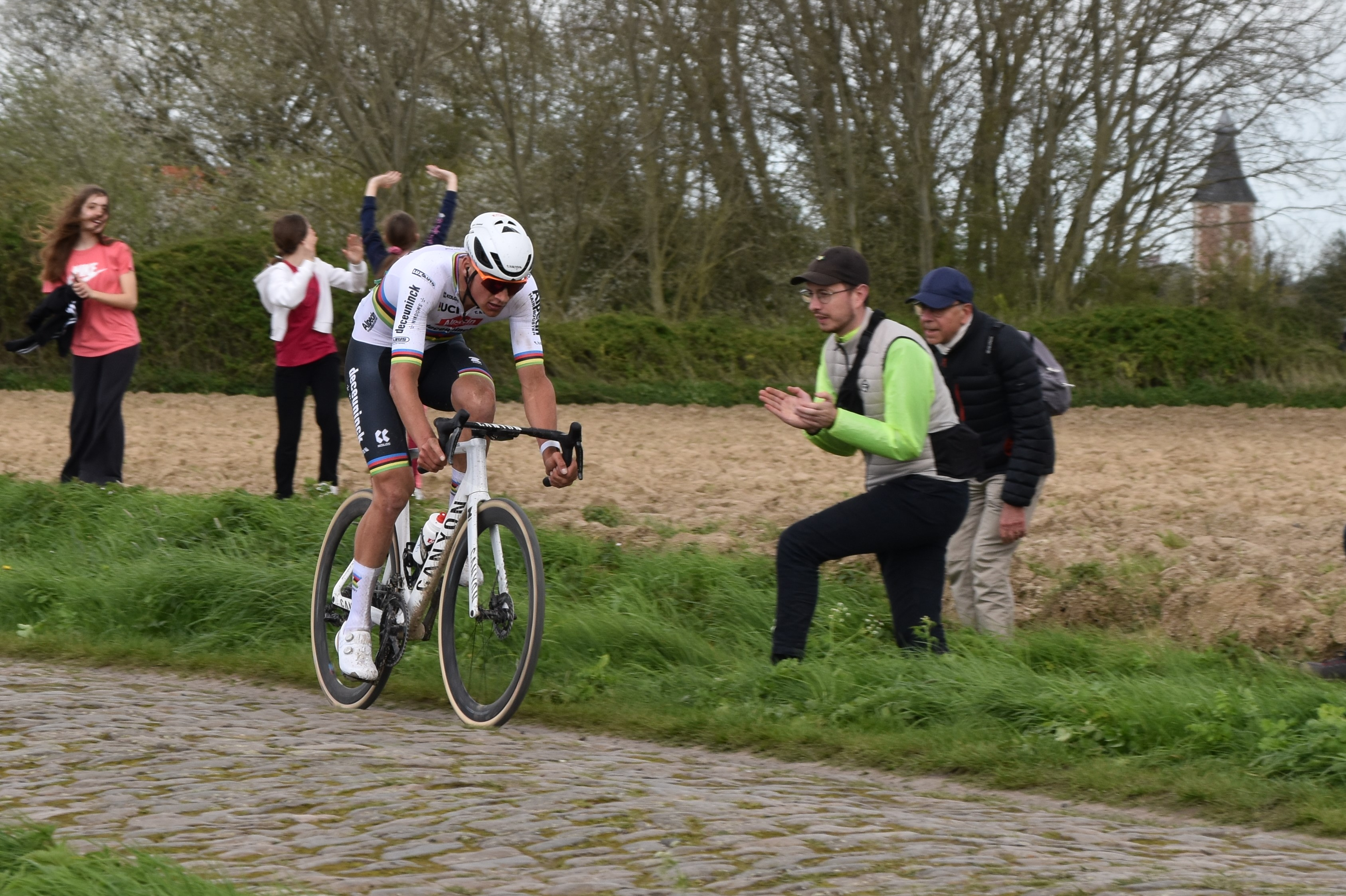
Mathieu van der Poel bei Paris–Roubaix 2024
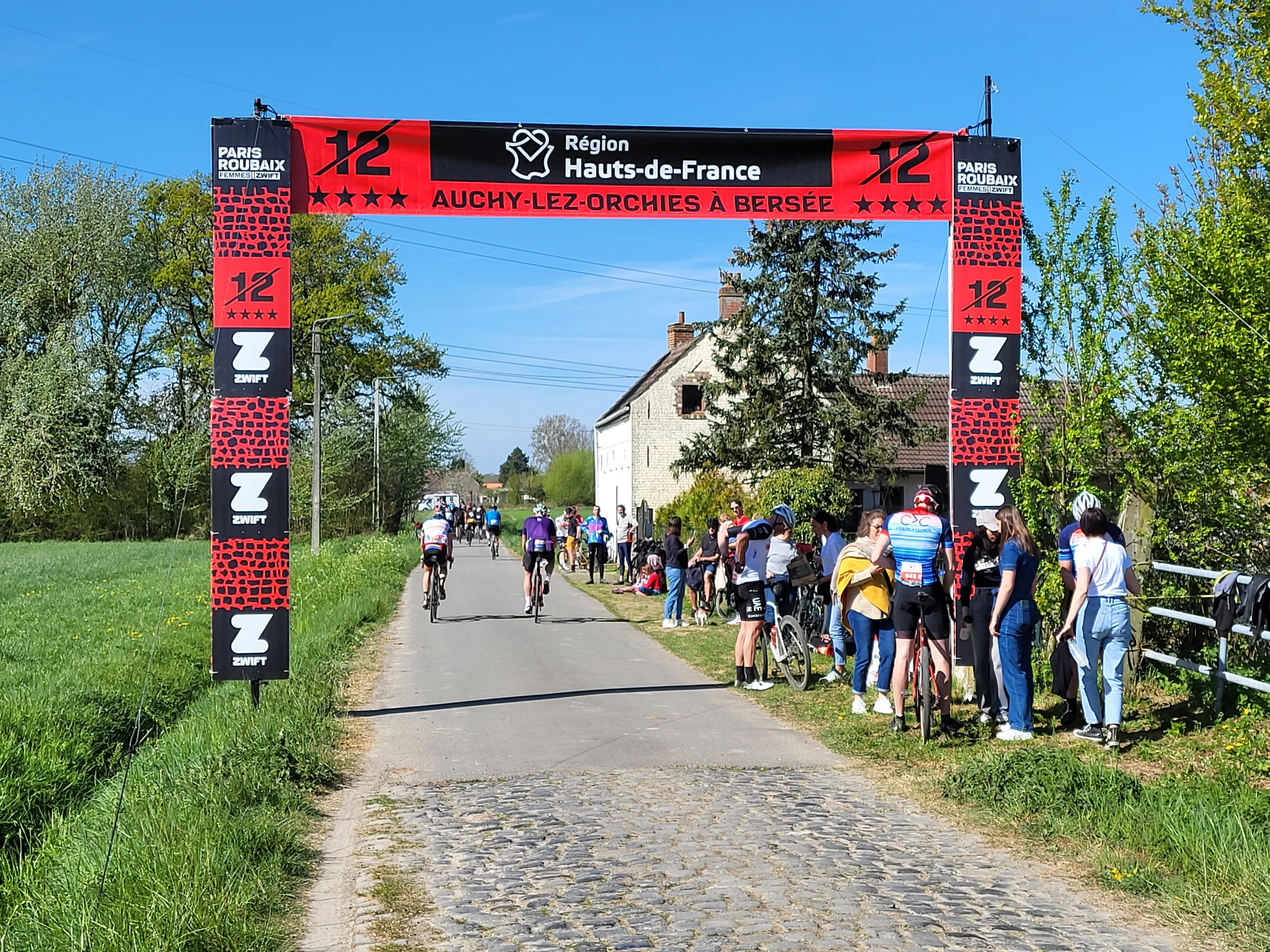
Ausgang des Sektors bei Bersée